# Ouangani
Ouangani est une commune française située dans le département et région d'outre-mer de Mayotte. C'est la seule commune de Mayotte à ne pas toucher le littoral.

## Géographie
Ouangani jouit d'un climat tropical de type Aw selon la classification de Köppen, avec une température annuelle moyenne de 25,1 °C et des précipitations d'environ 1 278 mm par an, plus faibles en hiver qu'en été.
La commune regroupe cinq villages : Ouangani, Barakani, Hapanzo, Kahani et Coconi.

### Barakani
Pour les articles homonymes, voir Barakani.
Barakani est l'un des cinq villages de Ouangani. On y trouve deux cascades : la cascade de Barakani Hapandzo et la cascade Chez Matiasse. Le village est peuplé par plus de 4 000 habitants en 2015. Les quartiers sont : Centre, Convalescence, Lotissement, Douze Villas et Hapandzo.

## Urbanisme

### Typologie
Ouangani est une commune urbaine, car elle fait partie des communes denses ou de densité intermédiaire, au sens de la grille communale de densité de l'Insee,,,. Elle appartient à l'unité urbaine d'Ouangani, une agglomération intra-départementale regroupant 1 commune et 10 203 habitants en 2017, dont elle est une ville isolée,.
Par ailleurs la commune fait partie de l'aire d'attraction de Mamoudzou, dont elle est une commune de la couronne. Cette aire, qui regroupe 17 communes, est catégorisée dans les aires de 200 000 à moins de 700 000 habitants,.
La commune est également une commune littorale au sens de la loi du 3 janvier 1986, dite loi littoral. Des dispositions spécifiques d’urbanisme s’y appliquent dès lors afin de préserver les espaces naturels, les sites, les paysages et l’équilibre écologique du littoral, par exemple le principe d'inconstructibilité, en dehors des espaces urbanisés, sur la bande littorale des 100 mètres, ou plus si le plan local d’urbanisme le prévoit,.

## Politique et administration
| Période                                  | Période      | Identité        | Étiquette        | Qualité              |
| ---------------------------------------- | ------------ | --------------- | ---------------- | -------------------- |
|                                          | ?            | Saindou Baco    |                  |                      |
| mars 2008                                | juillet 2020 | Ali Ahmed-Combo | UMP → LR Alnetep | Enseignant           |
| juillet 2020                             | En cours     | Youssouf Ambdi  | MDM              | Professeur d'anglais |
| Les données manquantes sont à compléter. |              |                 |                  |                      |

## Population et société

### Démographie
L'évolution du nombre d'habitants est connue à travers les recensements de la population effectués dans la commune depuis 1978. À partir de 2006, les populations légales des communes sont publiées annuellement par l'Insee, mais la loi relative à la démocratie de proximité du 27 février 2002 a, dans ses articles consacrés au recensement de la population, instauré des recensements de la population tous les cinq ans en Nouvelle-Calédonie, en Polynésie française, à Mayotte et dans les îles Wallis-et-Futuna, ce qui n’était pas le cas auparavant. Pour la commune, le premier recensement exhaustif entrant dans le cadre du nouveau dispositif a été réalisé en 2002, les précédents recensements ont eu lieu en 1978, 1985, 1991 et 1997.
En 2017, la commune comptait 10 203 habitants, en augmentation de 3,75 % par rapport à 2012
| 1978  | 1985  | 1991  | 1997  | 2002  | 2007  | 2012  | 2017   |
| ----- | ----- | ----- | ----- | ----- | ----- | ----- | ------ |
| 1 924 | 2 575 | 3 191 | 4 836 | 5 569 | 6 577 | 9 834 | 10 203 |

### Langues
Outre le français, la majorité de la population (74 %) parle le shibushi. Avec Poroani, c'est l'une des seules localités où le kiantalautsi-kimaroe, l'une de ses variantes locales, est encore en usage.

### Enseignement
Il y a plusieurs écoles élémentaires publiques, dont une à Barakani.
Un collège a été érigé en 2015.

### Sports
Il y a un terrain de football : le stade Béton.
- Deux clubs de football, le RC Barakani et le FC Coconi.
- Club de basket Barakani Coconi Basket.

## Culture locale et patrimoine

### Lieux et monuments
- Cascade de Rouaka

### Personnalités liées à la commune
- Zakia Madi, militante du Mouvement des femmes mahoraises, née en 1944 à Ouangani et morte en 1969.
- Madi Msa (fondateur du stade Béton).
- Toufaili Andjilani, journaliste.
- Maitre Said Ali, avocat et ancien bâtonnier.
- Hadadi Andjilan, ancien conseiller général et actuel conseiller technique du président du conseil départemental.